# Béatrice Bourges

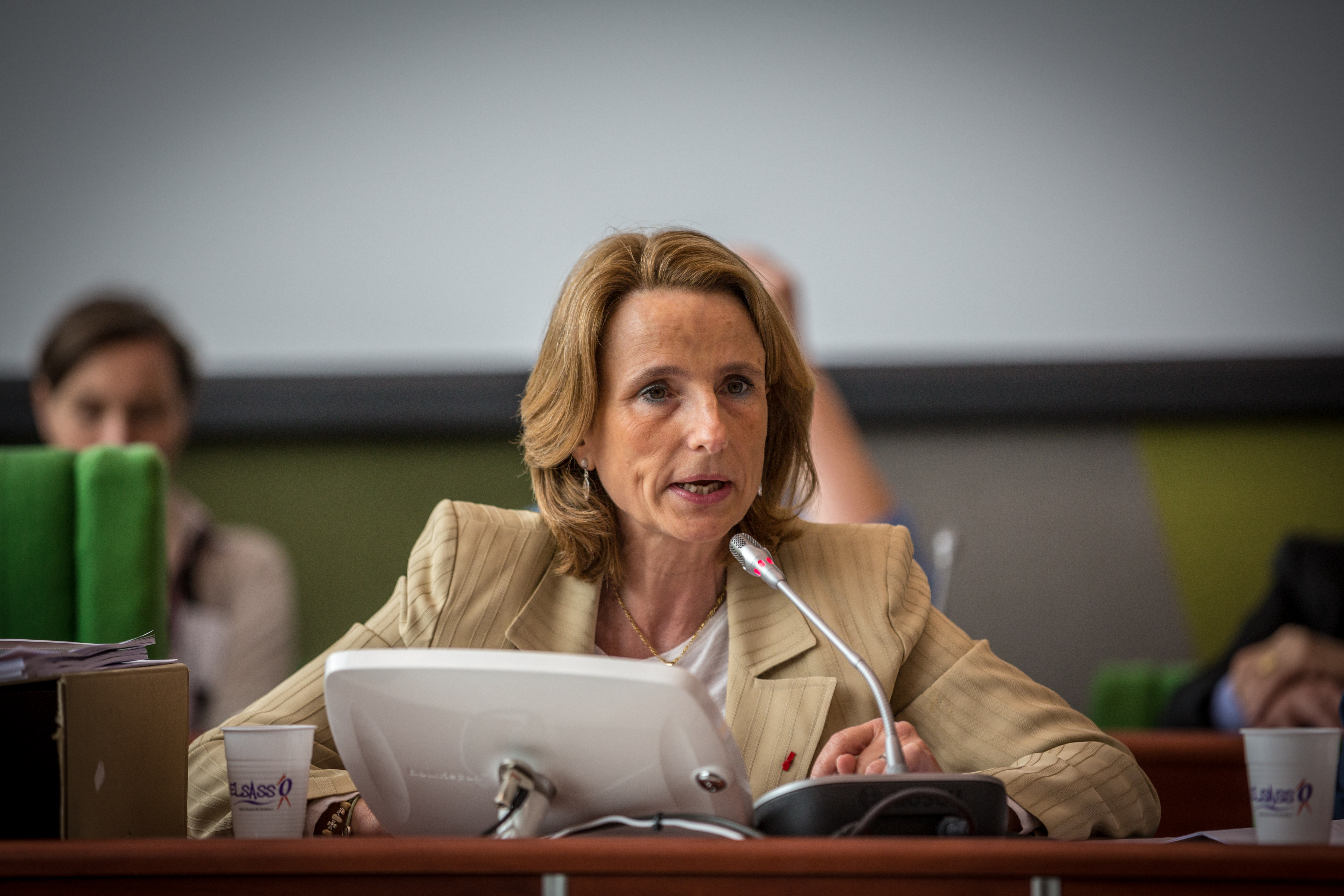
Béatrice Bourges (2013)

Béatrice Bourges (geboren als Béatrice Marie Morel; * 18. Oktober 1960 in Algier, Algerien) ist eine französische Unternehmensberaterin, Publizistin und christlich-fundamentalistische Aktivistin. Sie gehörte zu den Gründern der Bewegung La Manif pour tous und ist eine der Schlüsselfiguren im Widerstand gegen das Gesetz zur gleichgeschlechtlichen Ehe in Frankreich.

## Leben
Bourges wurde 1960 in Französisch-Nordafrika als Tochter eines Ingenieurs geboren.
Sie wuchs auf dem europäischen Festland in der Region Auvergne auf. Sie studierte Rechtswissenschaften an der Universität Panthéon-Assas in Paris. Nach dem Erwerb des „Licence en droit“ studierte sie postgradual an der HEC Paris.
Danach wurde sie Generalsekretärin der unternehmerischen Denkfabrik Entreprise & Progrès, spezialisiert auf Beratungen. Sie war von 1992 bis 1997 für das französische Mineralölunternehmen Total und von 1997 bis 1998 für die Fédération française des sociétés d’assurances tätig. 2012 gründete sie unter dem Namen EVOLUANCE + ihre eigene Unternehmensberatung.
Von 1988 bis 1997 war sie Parlamentarische Assistentin von Franck Borotra (RPR), ehemaliger Minister für Post und Telekommunikation unter Alain Juppé, Abgeordneter der Nationalversammlung und Präsident des Conseil général des Yvelines.
2007 gründete sie den Kinderrechtsverein Collectif pour l’enfant („Kollektiv für das Kind“), dessen Sprecherin sie wurde. Sie mitbegründete mit Frigide Barjot und Ludovine de La Rochère 2012 die aus verschiedenen Interessengruppen bestehende Bewegung La Manif pour tous („Die Demo für alle“), die für eine Rückbesinnung auf eine traditionelle Familienpolitik steht. Sie spricht sich dezidiert gegen die Gender-Theorie, die gleichgeschlechtliche Ehe und die Regenbogenfamilien aus. Den Mitgliedern von La Manif pour tous wird deshalb vielfach Homophobie, Rassismus und Instrumentalisierung des Kindes vorgeworfen. Ende 2013 führte der Verband mehr als eine Million Demonstranten gegen das Gesetz zur gleichgeschlechtlichen Ehe in Frankreich zusammen. Im März 2013 musste sie aufgrund ihrer Radikalisierung den Führungszirkel verlassen. Bourges ist Vorsitzende des rechtsnationalen Flügels der Bewegung Printemps Français („Französischer Frühling“). 2014 organisierte sie Demonstrationen gegen den französischen Präsidenten François Hollande (PS), dessen Amtsenthebung sie forderte. Der sozialistische Innenminister Manuel Valls (PS) bezeichnete sie als die „gefährlichste Frau des Landes“.
Sie ist römisch-katholisch getauft. Bourges lebt in zweiter Ehe und ist Mutter von zwei Kindern.

## Auszeichnungen
- 2008: Ritter der Ehrenlegion

## Schriften (Auswahl)
- L’homoparentalité en question: Et l’enfant dans tout ça? Mit einem Vorwort von Christian Flavigny, Editions du Rocher, Monaco 2008, ISBN 978-2-268-06572-4.
- mit Aude Mirkovic, Élizabeth Montfort: De la Theorie du Genre au Mariage de Meme Sexe. Peuple libre, Valence 2013, ISBN 978-2-907655-92-7.